# Ophidiaster kermadecensis
Ophidiaster kermadecensis is een zeester uit de familie Ophidiasteridae.
De wetenschappelijke naam van de soort werd in 1911 gepubliceerd door Benham.